# Àcid 2-hidroxioleic
L'àcid 2-hidroxioleic, també conegut amb el nom comercial Minerval, i de nom sistemàtic àcid (Z)-2-hidroxioctadec-9-enoic, és un àcid carboxílic de cadena lineal amb devuit àtoms de carboni, un doble enllaç entre els carbonis 9 i 10 i amb un grup hidroxil {\displaystyle {\ce {-OH}}} al carboni 2, la qual fórmula molecular és {\displaystyle {\ce {C18H34O3}}}. En bioquímica és considerat un àcid gras.

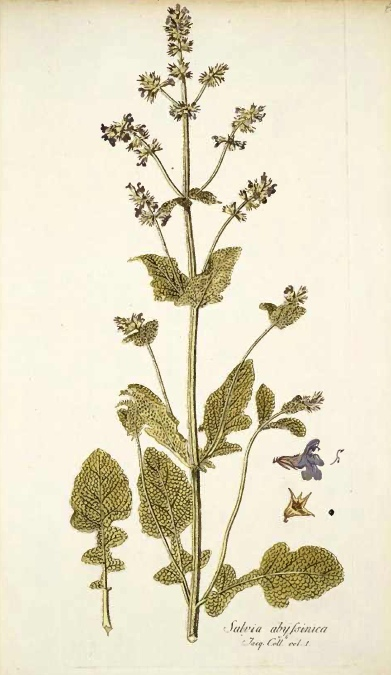
Dibuix de la Salvia abyssinica o Salvia nilotica continguda a 'Icones Plantarum Rariorum' feta per Jacquin entre els anys 1797 i 1804

Fou aïllat per primera vegada a un oli de llavors el 1975 per M. B. Bohannon i R. Kleiman de la Salvia nilotica, que en contenen un 0,6 %. Presenta activitat antitumoral. És un inductor de l'arrest del cicle cel·lular i l'apoptosi en diverses línies cel·lulars de càncer, incloent-hi línies de glioma, leucèmia, càncer de mama i còlon. Augmenta els nivells d'esfingomielina a les membranes de les cèl·lules tumorals, que normalment mostren una disminució del seu contingut i les remodela per aconseguir valors semblants en comparació amb les cèl·lules normals. El compost no té cap efecte en els nivells d'esfingomielina en cèl·lules no canceroses.